# لجنة 11 سبتمبر

شعار لجنة تقصي الحقائق في هجمات 09/11

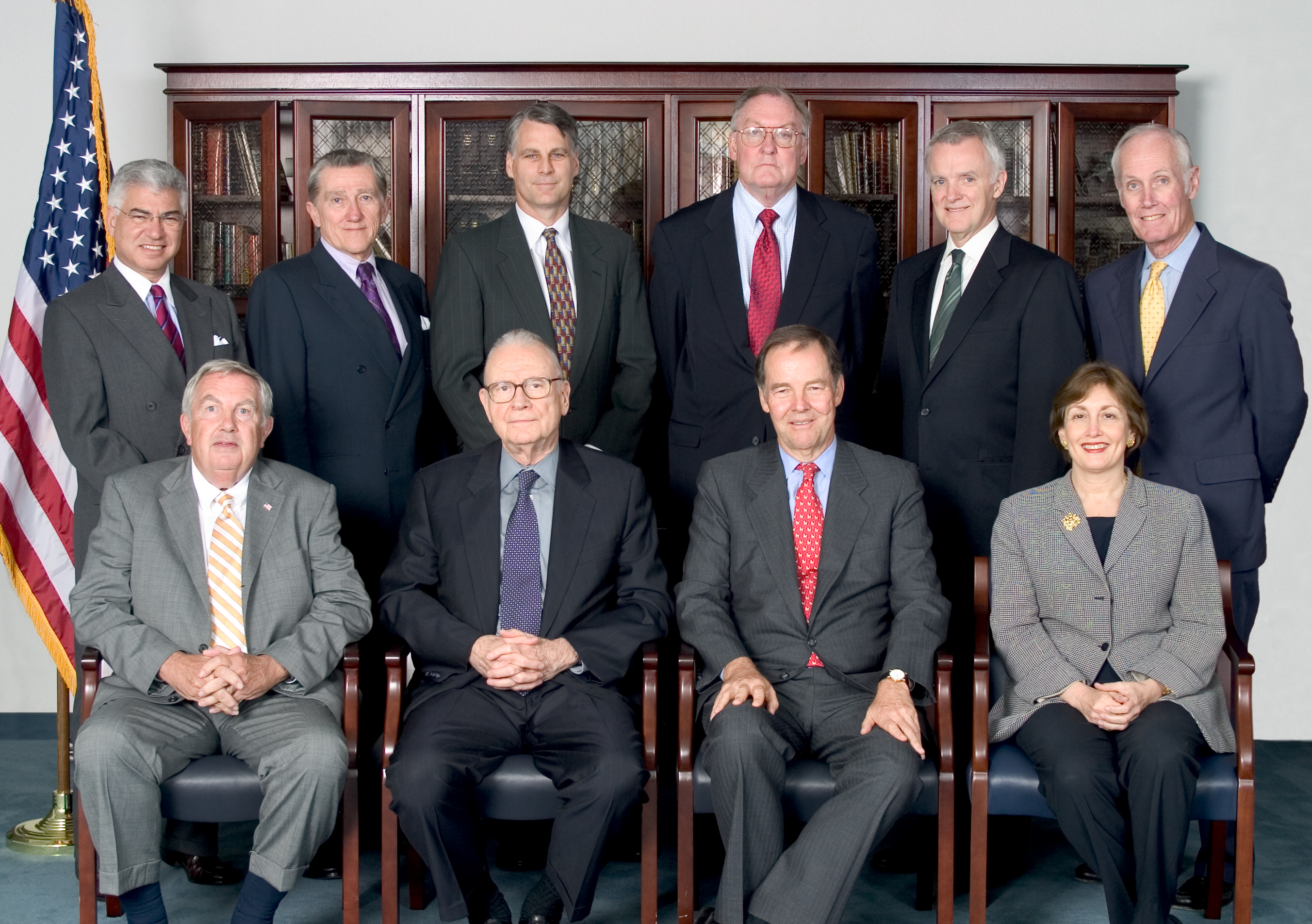
أعضاء من اللجنة الوطنية حول الهجمات الإرهابية على الولايات المتحدة

لجنة 11 سبتمبر (بالإنجليزية: 9/11 Commission)‏ واسمها الكامل اللجنة الوطنية للتحقيق في الهجمات الإرهابية على الولايات المتحدة (بالإنجليزية: The National Commission on Terrorist Attacks Upon the United States)‏، والمعروفة أيضًا باسم لجنة 9/11 حتى يوم 27 نوفمبر 2002، عينت «لإعداد تقرير كامل ومفصل حول هجمات 11 سبتمبر والظروف المحيطة بها»، بما في ذلك الاستعدادات والاستجابة الفورية للهجمات من قبل سلطات البلاد.
وكلفت اللجنة أيضا بتقديم توصيات تهدف إلى الحماية ضد الهجمات المستقبلية.

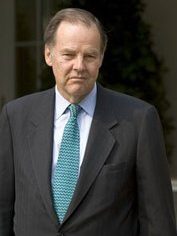
رئيس لجنة التحقيق توماس كين

ترأس هذه اللجنة المحافظ السابق لولاية نيو جيرسي توماس كين، وتألفت اللجنة من خمسة ديمقراطيين وخمسة جمهوريين. تم إنشاؤها من قبل الكونغرس، وفق مشروع القانون الذي وقعه الرئيس جورج دبليو بوش.
وكان التقرير النهائي للجنة مطولا ومستندا إلى مقابلات موسعة وشهادات كثيرة. كانت نتيجتها الأساسية القاء الفشل علي وكالة المخابرات المركزية ومكتب التحقيقات الفيدرالي سمحت للهجمات الإرهابية أن تحدث لاولا تخاذل هذه الوكالات وتصرفت بشكل أكثر حكمة وأكثر قوة، يحتمل أن تمنع الهجمات.
بعد نشر تقريرها النهائي، أغلقت لجنة في 21 أغسطس 2004.
أدرج كتاب بيرل هاربور الجديدة في الاختيار الرسمي لـ 99 كتابًا متاحًا لجميع أعضاء لجنة هجمات 11/09.

## إنشاؤها
أنشئت اللجنة الوطنية حول الهجمات الإرهابية على الولايات المتحدة في 27 تشرين الثاني 2002، من قبل الرئيس جورج دبليو بوش والكونغرس في الولايات المتحدة، حيث عين وزير الخارجية السابق هنري كيسنجر عين في البداية لرئاسة اللجنة. ومع ذلك، كيسنجر استقال بعد أسابيع قليلة من تعيينه، لأنه اضطر إلى الكشف عن عملاء شركته الاستشارية الخاصة. [3] ثم عيين السناتور الأميركي السابق جورج ميتشل الذي كان يشغل منصب نائب رئيس، لكنه استقال منه في 10 ديسمبر 2002، معللا ذلك بعدم الرغبة في قطع العلاقات مع شركته القانونية. [4] وفي 15 ديسمبر 2002، عين بوش حاكم ولاية نيو جيرسي السابق توم كين لرئاسة اللجنة.
بحلول ربيع عام 2003، كانت اللجنة بدأت بداية بطيئة، حيث كانت في حاجة إلى تمويل إضافي لمساعدتها على تحقيق هدف التقرير النهائي، مايو 27، 2004. [6]  في أواخر شهر مارس، وافقت إدارة بوش لتوفير مبلغ إضافي يقدر 9000.000 $ للجنة، على الرغم أن مبلغ 2000.000 $ قد حددته اللجنة في البداية لسير عملها. وقد عقدت جلسات الاستماع الأولى من 31 مارس إلى 1 أبريل 2003، في مدينة نيويورك.

## الأعضاء
- توماس كين (توماس كين)(رئيس) - الجمهوري، حاكم سابق لولاية نيو جيرسي
- لي هاملتون (لي هاملتون)(نائب رئيس) - الديمقراطي، الممثل الامريكى الاسبق من منطقة 9 من ولاية انديانا
- ريتشارد بن فينيست (ريتشارد بن فينيست)- الديمقراطي، محامي الرئيس السابق لفرقة العمل ووترغيت من مكتب المدعي الخاص
- ماكس كليلاند (Max Cleland)- الديمقراطي، سيناتور سابق لولاية جورجيا. استقال ديسمبر 2003، مشيرا إلى أن «البيت الأبيض يتستر على كثير من الامور» [7]
- فريد فيشر فيلدينغ (Fred F. Fielding)- الحزب الجمهوري، المحامي والمستشار السابق في البيت الأبيض
- جيمي جيورليك(Jamie Gorelick)- الديمقراطي، النائب السابق النائب العام في إدارة كلينتون
- سليد غورتون (Slade Gorton)- الجمهوري السناتور السابق الولايات المتحدة من واشنطن
- بوب كيري (Bob Kerrey)- الديمقراطي، رئيس جامعة نيو سكول والسيناتور الأمريكي السابق من ولاية نبراسكا. حل محل ماكس كليلاند كمفوض الديمقراطية، بعد استقالة كليلاند ل.
- جون ف. ليمان (John F. Lehman)- الحزب الجمهوري، الأمين العام السابق للقوات البحرية
- تيموثي رومر (Timothy J. Roemer)- الديمقراطي، الممثل الامريكى الاسبق من منطقة الثالثة من ولاية انديانا
- جيمس ر. طومسون(James R. Thompson)- الحزب الجمهوري، الحاكم السابق لـإلينوي

شملت أعضاء من موظفي المفوضية:
- فيليب زيليكو(Philip D. Zelikow)، المدير التنفيذي / رئيس
- كريستوفر كوجم (Christopher Kojm)، نائب المدير التنفيذي
- دانيال ماركوس (Daniel Marcus)، المستشار العام
- جون ج. فارمر(John J. Farmer)، كبير المستشارين
- جانيس كيفارت(Janice Kephart)، مستشار
- ألفين سي فيلزونبرغ(ألفين فلزينبيرغ). ()- المتحدث باسم [8]

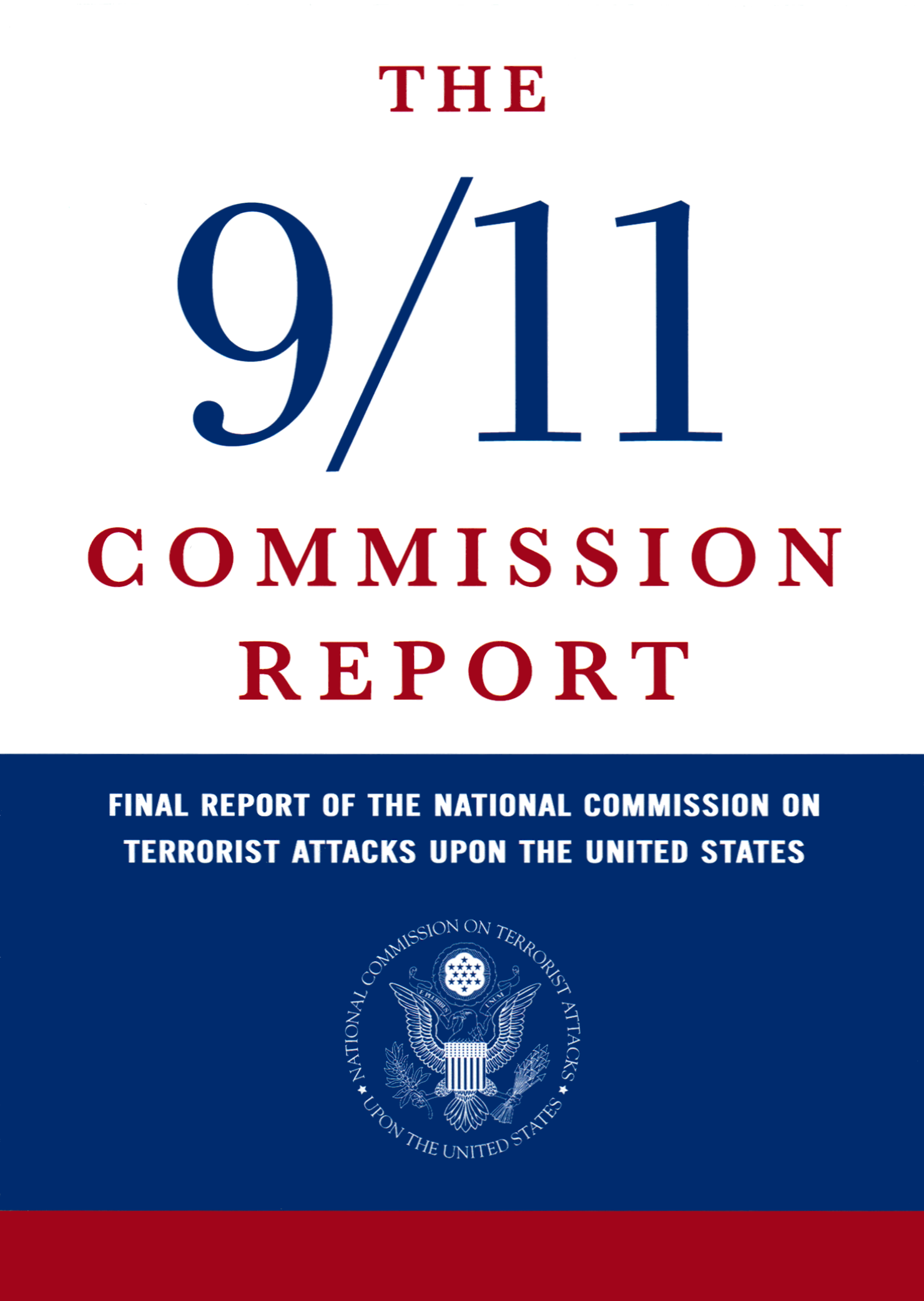
غلاف التقرير 11/09 النهائي، والتي يمكن شراؤها في المكتبات في جميع أنحاء الولايات المتحدة وحول العالم

من دعى من مسؤولون للادلاء بشهادتهم

## دعوة كبار المسؤولون للشهادة
تم دعوة المسؤولين الحكوميين في الولايات المتحدة الأميركية للإدلاء بشهاداتهم امام اللجنة.
والذين تم استدعاؤهم للشهادة امام اللجنة هم:
- جورج دبليو بوش (George W. Bush - President)- الرئيس. شهادة شهادة لم تكن تحت القَسم. لم يدون لقاء اللجنة معه رسميا لأن البيت الأبيض اعتبره «لقاء خاص» لأنه ناقش معلومات سرية للغاية. وردا على سؤاللأحد الصحفيين حول طول شهادة التي من المقرر ان تكون ساعة واحدة (ومع ذلك، استمر الاجتماع لمدة ثلاث ساعات وعشر دقائق). أُخذت شهادة في مكان في المكتب البيضاوي. في البداية، أصر بوش ان يدلي بشهادته فقط على رئيس مجلس اللجنة ونائبه، ولكن وافق في وقت لاحق للشهادة أمام كامل اللجنة.[9]
- ديك تشيني (Dick Cheney)- نائب الرئيس. شهادة لا تحت القسم. لم يدون الدورة رسميا لأن البيت الأبيض اعتبر «لقاء خاص» الذي ستناقش معلومات سرية للغاية. أخذت شهادة مكان في المكتب البيضاوي. [11]
- جورج تينيت جون (George John Tenet)- مدير وكالة الاستخبارات المركزية
- كولن باول (Colin Powell)- وزير الخارجية
- دونالد رامسفيلد (Donald H. Rumsfeld)- وزير الدفاع
- كوندوليزا رايس (Condoleezza Rice)- مستشار الأمن القومي
- ريتشارد أرميتاج (ريتشارد ارميتاج)- نائب وزير الخارجية
- بول ولفويتس (Paul Wolfowitz)- نائب وزير الدفاع
- توم ريدج (Tom Ridge)- وزيرة الأمن الداخلي والحاكم السابق لبنسلفانيا
- جون أشكروفت (John Ashcroft)- النائب العام

المسؤولين الحكوميين السابقين الذين تم استدعاء للشهادة أمام شملت اللجنة:
- بيل كلينتون (Bill Clinton)- الرئيس السابق. شهد في القطاع الخاص بشكل منفصل عن آل غور. وسجلت شهادة ولا تقتصر في الوقت المناسب.[9]
- آل جور (Al Gore)- نائب الرئيس السابق. شهد في القطاع الخاص بشكل منفصل عن بيل كلينتون. وسجلت شهادة ولا تقتصر في الوقت المناسب.[9]
- مادلين أولبرايت (Madeleine Albright)- وزيرة الخارجية السابقة
- وليام كوهين (William Cohen)- وزير الدفاع السابق
- ساندي بيرغر (Sandy Berger)- مستشار الأمن القومي السابق
- ريتشارد كلارك (Richard A. Clarke)- كبير مستشاري مكافحة الإرهاب السابق في مجلس الأمن القومي في إدارتي جورج بوش وبيل كلينتون
- جانيت رينو (Janet Reno)- النائب العام السابق
- سيبل ادموندز (Sibel Edmonds)- المترجمة السابقة لمكتب التحقيقات الفدرالي

أعطى الرئيس جورج دبليو بوش ونائبه ديك تشيني، الرئيس السابق بيل كلينتون، ونائب الرئيس السابق آل غور عن شهادة خاصة. أصر الرئيس بوش ونائبه ديك تشيني على الشهادة معا وليس تحت القسم، في حين التقى كلينتون وآل-غور مع اللجنة على حدة. ومستشار الأمن القومي أيضا، وادعت كوندوليزا رايس انها لم يكن مطلوبا للشهادة تحت القسم لأن دور وكالة الأمن القومي هو دور استشاري، مستقلة عن سلطة على البيروقراطية ولا يتطلب تصديق مجلس الشيوخ. اختلف فقهاءالقانون على شرعية المطالبة بها. وفي نهاية المطاف، شهدت كوندوليزا رايس علنا وتحت القسم.

## تقرير
أصدرت اللجنة تقريرها النهائي في 22 يوليو 2004. وبعد صدور التقرير، أعلن رئيس اللجنة توماس كين ان كلا من الرئيسين بيل كلينتون وجورج دبليو بوش كانا «لا يتعاونا» مع مكتب التحقيقات الفدرالي ووكالة الاستخبارات المركزية. قابلت لجنة أكثر من 1200 شخص في 10 بلدان واستعرض أكثر من مليون ونصف مليون صفحة من الوثائق، بما في ذلك بعض من وثائق الأمن القومي التي وضعت تحت حراسة مشددة. قبل إصداره من قبل اللجنة، تم عرض التقرير العام النهائي على الكونغرس والبيت الأبيض وقد تحفظ معلومات قد تكون سرية وتحريرها عند الضرورة.
بالإضافة إلى ذلك، أصدرت اللجنة عدة تقارير تكميلية بشأن تمويل الإرهابيين، والسفر، وغيرها من المسائل.

## انتقادات للجنة
شب بعض أعضاء اللجنة انتقادات كثيرة ووقعت صراعات التأليفات من جانب المفوضين والموظفين بهذه اللجنة (على سبيل المثال، فيليب زيليكو، المدير التنفيذي في لجنة 11/09 / شارك في تأليف كتاب مع كوندوليزا رايس  وعلاوة على ذلك، فإن تقرير اللجنة موضع انتقاد من قبل كل من المفوضين أنفسهم وغيرهم.

## عمل أعضاء اللجنة بعد توقف لجنة عن مهامها
وأهم شيء بعد الذي صدور التقريررسميا ووتوقفت مهامها، جال البلاد الرئيس كين ومفوضين آخرين للفت الانتباه إلى توصيات الجنة للحد من خطر الإرهاب، مدعيا أن بعض توصياتهم يتم تجاهلها. كتب الرئيسان المشاركان كين ونائبه هاملتون كتابا عن العقبات التي واجهتها كمفوضين من البيت الأبيض والكونغرس بعنوان: قصة داخل لجنة 11/9.
تم الإفراج عن الكتاب في 15 آب 2006، ويروي كين (رئيس اللجنة) وهاميلتون (نائب الرئيس الجنة) من لجنة 9/11. في الكتاب، كيف اتهمت اللجنة 11/9 كانت مسؤولين «عرقلة» عمل اللجنة، والكتابة أن اللجنة كانت تعلم الأخطاء المتكررة من قبل مسؤولين من وزارة الدفاع وإدارة الطيران الاتحادية أثناء التحقيق اِذ يعتبر تحقيقا منفصلا في عرقلة محتملة للعدالة من قبل المسؤولين في البنتاغون وإدارة الطيران الفيدرالية.

## شهادة قيادة دفاع الفضاء الجوي الأمريكية الشمالية
جون فارمر، كبير المستشارين القانونيين للجنة قال أن اللجنة «اكتشفت أن... ماذا لم يبلغ المسؤولين الحكوميين والعسكريين الكونغرس، عرفت اللجنة، وسائل الإعلام، والجمهور الذي ما عندما - كان بالكامل تقريبا، ولسبب غير مفهوم وغير صحيح». يتابع فارمر: «في بعض مستوى القيادات في الحكومة، في مرحلة ما من الوقت... كان هناك قرار بعدم قول الحقيقة حول ما حدث... و (قيادة دفاع الفضاء الجوي الأمريكية الشمالية) في الفيديو تحكي ماجري بصورة مختلفة جذريا عن ما قيل لنا و. للجمهور» توماس كين، رئيس لجنة 9/11، قال:«نحن حتى يومنا هذا لا أعرف لماذا قالت لنا قيادة دفاع الفضاء الجوي الأمريكية الشمالية ما قالوه لنا، كان فقط حتى الآن من الحقيقة»